# 与那原良頭
与那原親方良頭（よなばるうぇーかたりょうとう、1737年4月4日 - 1803年11月20日）は、琉球王国の官僚。別名として安村親方良頭（やすむらうぇーかたりょうとう）、唐名は馬文瑞（ば　ぶんずい）を名乗った。馬氏与那原殿内と称される貴族家系の出身。
1796年、尚温王が江戸へ謝恩使を派遣した際（江戸上り）には、大宜見朝規王子と与那原がそれぞれ正使と副使に任命され、翌年帰沖した。
1798年から1803年にかけては、三司官を務めた。

## 参照
1. ↑  Chūzan Seifu, appendix vol.5
2. ↑  中山王府相卿伝職年譜　向祐等著写本

| 公職            | 公職               | 公職            |
| --------------- | ------------------ | --------------- |
| 先代 譜久山朝紀 | 三司官 1798 - 1803 | 次代 佐渡山安春 |